# Алиджерце
Алиджерце (на сръбски: Алиђерце или Aliđerce; на албански: Geraj) е село в Югоизточна Сърбия, Пчински окръг, община Прешево.

## Население
Албанците в община Прешево бойкотират проведеното през 2011 г. преброяване на населението.
Според преброяването на населението от 2002 г. селото има 1033 жители.

### Етнически състав
Данните за етническия състав на населението са от преброяването през 2002 г.
- албанци – 1022 жители
- бошняци – 1 жител
- мюсюлмани – 1 жител
- неизвестно – 9 жители